# البارس
البارس (به اسپانیایی: Albares) یک شهرستان در اسپانیا است که در استان گوادالاخارا واقع شده‌است.